# Apalachicola (Florida)
Apalachicola település az Amerikai Egyesült Államok Florida államában, Franklin megyében, melynek megyeszékhelye is. Lakosainak száma 2341 fő (2020. április 1.).

## Népesség
A település népességének változása:

| 2010 | 2 231 |
| 2020 | 2 341 |